# Шаглино
Ша́глино (фин. Saklina) — деревня в Гатчинском муниципальном округе Ленинградской области.

## История
На карте Нотебургского лена П. Васандера, начерченной с оригинала первой трети XVII века, упоминается как деревня швед. Seylina.
Деревня швед. Seglina обозначена на карте Ингерманландии топографа Бергенгейма, созданной по материалам 1676 года.
На шведской «Генеральной карте провинции Ингерманландии» 1704 года она упоминается как швед. Säglina.
Как деревня Сяглина она обозначена на «Географическом чертеже Ижорской земли» Адриана Шонбека 1705 года.
Затем, уже как Шаглино, — на карте Санкт-Петербургской губернии Я. Ф. Шмидта 1770 года.
На «Топографической карте окрестностей Санкт-Петербурга» Военно-топографического депо Главного штаба 1817 года обозначены две деревни Саглино — Большое и Малое из 7 дворов каждая.
Деревни Малое Шаглино или Агалово из 6 и Большое Шаглино из 8 дворов, упоминаются на «Топографической карте окрестностей Санкт-Петербурга» Ф. Ф. Шуберта 1831 года.

БОЛЬШОЕ ШОГЛИНО — деревня принадлежит Самойловой, графине, число жителей по ревизии: 32 м. п., 37 ж. п.

МАЛОЕ ШОГЛИНО — деревня принадлежит Самойловой, графине, число жителей по ревизии: 26 м. п., 26 ж. п. (1838 год)

На карте Ф. Ф. Шуберта 1844 года упомянута деревня Большая Шаглина, но на карте профессора С. С. Куторги 1852 года она названа Большая Шиглина.
В пояснительном тексте к этнографической карте Санкт-Петербургской губернии П. И. Кёппена 1849 года записаны две смежные деревни населённые исключительно савакотами: 
- Suur-Saklina (Большое Шоглино), количество жителей на 1848 год: 36 м. п., 41 ж. п., всего 71 человек
- Pien-Saklina, Ahola (Малое Шоглино, Агалово), количество жителей на 1848 год: 25 м. п., 21 ж. п., всего 46 человек[13].

ШАГЛИНО БОЛЬШОЕ — деревня Царскославянского удельного имения, по просёлочной дороге, число дворов — 7, число душ — 39 м. п. 

ШАГЛИНО МАЛОЕ — деревня Царскославянского удельного имения, по просёлочной дороге, число дворов — 8, число душ — 22 м. п. (1856 год)

Согласно «Топографической карте частей Санкт-Петербургской и Выборгской губерний» в 1860 году деревня состояла из двух частей:Большая Шаглина из 10 и Малая Шаглина (Анталово) из 5 крестьянских дворов. На дороге между ними располагалась рига.

ШАГЛИНО БОЛЬШОЕ — деревня удельная при реке Ижоре, число дворов — 10, число жителей: 52 м. п., 45 ж. п.

ШАГЛИНО МАЛОЕ — деревня удельная при колодце, число дворов — 5, число жителей: 28 м. п., 31 ж. п. (1862 год)

В 1885 году деревня Большая Шаглина насчитывала 9 дворов, Малая Шаглина — 5.

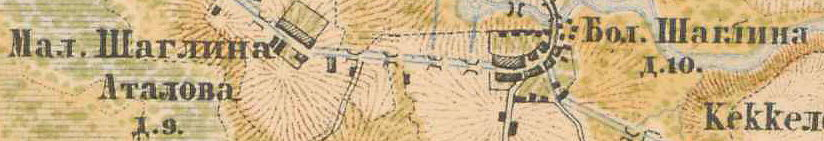
План деревни Шаглино. 1885 год

В 1885 году, согласно карте окрестностей Петербурга,  деревня Большая Шаглина насчитывала 10 дворов, Малая Шаглина (Аталова) — 9. Сборник же Центрального статистического комитета описывал деревню Большая Шаглина так:

БОЛЬШАЯ ШАГЛИНА — деревня бывшая удельная при реке Ижоре, дворов — 24, жителей — 126; лавка. (1885 год).

В конце XIX — начале XX века деревни административно относилась к Мозинской волости 1-го стана Царскосельского уезда Санкт-Петербургской губернии. Население деревни было исключительно финским.
В 1909 году в деревне открылась школа. Учителем в ней работала «мадемуазель К. Карху».
К 1913 году количество дворов в деревне Большое Шаглино увеличилось до 27, а в Малом Шаглине уменьшилось до 7.
С 1917 по 1923 год деревни Большое Шаглино и Малое Шаглино входили в состав Руссоловского сельсовета Мозинской волости Детскосельского уезда.
С 1923 года в составе Гатчинской волости Гатчинского уезда.
Согласно данным переписи населения СССР 1926 года в деревне Большое Шаглино Руссоловского сельсовета Троцкой волости Троцкого уезда проживали 182 человекf, в деревне Малое Шаглино — 31, все финны.
С 1927 года в составе Гатчинского района.
С 1928 года в составе Лукашского сельсовета. В 1928 году население деревни Шаглино составляло 213 человек.
По административным данным 1933 года деревни Большое Шаглино и Малое Шаглино входили в состав Лукашского финского национального сельсовета Красногвардейского района.

План деревни Шаглино. 1939 год

С 1939 года в составе Романовского сельсовета.
C 1 августа 1941 года по 31 декабря 1943 года деревня находилась в оккупации.
С 1944 года вновь в составе Гатчинского района.
С 1959 года в составе Антелевского сельсовета.
В 1965 году население деревни Шаглино составляло 171 человек.
По данным 1966, 1973 и 1990 годов деревня Шаглино также входила в состав Антелевского сельсовета.
В 1997 году в деревне проживали 46 человек, в 2002 году — 36 человек (русские — 83%), в 2007 году — 44.

## География
Деревня расположена в северо-восточной части района к югу от автодороги 41К-010 (Красное Село — Гатчина — Павловск).
Расстояние до административного центра поселения, деревни Пудомяги — 7 км.
Расстояние до ближайшей железнодорожной платформы Старое Мозино — 5 км.
Деревня находится на правом берегу реки Ижоры.

## Демография
| 1838 | 1848 | 1862 | 1885 | 1928 | 1965 | 1997 |
| ---- | ---- | ---- | ---- | ---- | ---- | ---- |
| 121  | ↘116 | ↗156 | ↘126 | ↗213 | ↘171 | ↘46  |
| 2007 | 2010 | 2017 |      |      |      |      |
| ↘44  | ↗74  | ↗79  |      |      |      |      |

### Национальный состав
Согласно данным Всероссийской переписи населения 2021 года в деревне проживали 200 человек, из них:
 русские — 181, татары — 6, белорусы — 2, испанцы — 1, другие национальности — 1 человек, остальные национальность не указали.

## Экономика
Рядом с Шаглино готовится к реализации инвестиционный проект компании «Осло марин» по строительству лесоперерабатывающего комплекса стоимостью около 100 млн евро.

## Улицы
Звонкая, Кольцевая, Луговая, Новосёлов, Новошаглинская, Прибрежная, Флотский переулок.